# Senar (estado)
Senar é um estado do Sudão. Tem uma área de 37.844 km² e uma população de aproximadamente 1.404.000 habitantes (estimativa de 2007). A cidade de Singa é a capital do estado, apesar da maior cidade ser a de Senar.
Em tempos idos este estado fez parte do antigo Reino da Núbia e Abkua foi uma das suas cidades.

## Distritos
O estado do Senar tem três distritos:
|  | 1. Senar 2. Singa 3. Ad Dinder |